# Ophiacantha trachyacantha
Ophiacantha trachyacantha is een slangster uit de familie Ophiacanthidae.
De wetenschappelijke naam van de soort werd in 1954 gepubliceerd door Alexander Michailovitsch Djakonov.